# Končanica
Končanica (česky Končenice) je opčina, jež se nachází v Bjelovarsko-bilogorské župě ve východní části Chorvatska, v níž tvoří historicky etnickou většinu příchozí Češi.

## Demografie
Čeští rodáci žijí v Končenici již od 19. století.

## Zajímavosti
- Česká beseda Končenice – je český kulturní spolek, založený v roce 1932, sdružující tamější české rodáky a pečující o zachování českého jazyka a kultury.[5][6]
- Základní škola Josefa Růžičky v Končenicích[7] – byla pojmenovaná po končenickém rodákovi a také prvním veliteli, majorovi první československé brigády Jana Žižky z Trocnova NOVJ (chorvatsky Narodnooslobodilačka vojska Jugoslavije) Josefu Růžičkovi (1919–1945)[8]